# Championnat de Bourgogne de cross-country
Le Championnat de Bourgogne de cross-country est la compétition annuelle de cross-country désignant le champion de Bourgogne de la discipline. Il est qualificatif pour les Interrégionaux Nord-Est de cross-country.

## Palmarès cross long hommes
- 2002 : Augusto Gomes
- 2004 : Emmanuel David
- 2005 : Emmanuel David
- 2006 : Emmanuel David
- 2007 : Antoine de Wilde
- 2008 : Emmanuel David
- 2009 : Antoine de Wilde
- 2010 : Augusto Gomes
- 2011 : Emmanuel David
- 2012 : Antoine de Wilde
- 2013 : Antoine de Wilde
- 2014 : Antoine de Wilde
- 2015 : Antoine de Wilde
- 2016 : Paul Lalire

## Palmarès cross long femmes
- 2002 : Annie Troussard
- 2004 : Virginie Prely
- 2005 : Fettouma Brelaud
- 2006 : Isabelle Ferrer
- 2007 : Céline Taiana
- 2008 : Isabelle Ferrer
- 2009 : Isabelle Ferrer
- 2010 : Isabelle Ferrer
- 2011 : Emilie Julien
- 2012 : Isabelle Ferrer
- 2013 : Sophie Duvernay
- 2014 : Isabelle Ferrer
- 2015 : Isabelle Ferrer
- 2016 : Isabelle Ferrer

## Palmarès cross court hommes
- 2005 : Khafid	Badaoui (Dijon Uc)
- 2006 : Loic Vacher (Esperance St-Leger-vignes)
- 2007 : Yoann Pinot (Dijon Uc)
- 2008 : Christophe Chevaux	(Stade Athlétique Autunois)
- 2009 : Quentin Blondeau (Ao Nivernaise)
- 2010 : Quentin Blondeau (Ao Nivernaise)
- 2011 : Quentin Blondeau (Ao Nivernaise)
- 2012 : ?

## Palmarès cross court femmes
- 2005 : Sandrine Egleme (Ea Macon)
- 2006 : Virginie Prely	(Dijon Uc)
- 2007 : Sabrina Thierot (Dijon Uc)
- 2008 : Martine Colas (Ua Sens)
- 2009 : Nathalie Lapierre (Ac Chenove)
- 2010 : Martine Colas (Ua Sens)
- 2011 : Emilie Faviere	(Asptt Auxerre)
- 2012 : ?